# ハーバード大学ジョン・A・ポールソン工学・応用科学スクール
ハーバード大学ジョン・A・ポールソン工学・応用科学スクール（Harvard John A. Paulson School of Engineering and Applied Sciences、SEAS、HSEAS）は、ハーバード大学のエンジニアリング・スクール。ハーバード大学文理学部所属。1847年設立。

## 沿革
- 1847年 アボット・ローレンスにより、ローレンス・サイエンティフィック・スクール設立。
- MITを吸収する計画
- 1906年 ハーバード・カレッジ、ハーバード大学文理大学院に吸収される。
- 1917年 ハーバード・エンジニアリング・スクール設立。
- 第二次世界大戦中、V-12 Navy College Training Programに参加する。
- 1942年 学部教育の基礎工学科（Department of Engineering Sciences）が基礎工学・応用物理学科（Department of Engineering Sciences and Applied Physics）が改組される。
- 1944年 Harvard Mark Iが開発される。
- 1949年 基礎工学・応用物理学科とハーバード・エンジニアリング・スクールを統合し、文理学部所属となる。